# Styloperlidae
Styloperlidae är en familj av bäcksländor. Styloperlidae ingår i överfamiljen Pteronarcyoidea, ordningen bäcksländor, klassen egentliga insekter, fylumet leddjur och riket djur. Enligt Catalogue of Life omfattar familjen Styloperlidae 10 arter. 
Kladogram enligt Catalogue of Life:
| Styloperlidae | \| \| Cerconychia \| \| \| \| \| \| Styloperla \| \| \| \| |
|               | \| \| Cerconychia \| \| \| \| \| \| Styloperla \| \| \| \| |
|               | Peltoperlidae                                              |
|               |                                                            |
|               | Pteronarcyidae                                             |
|               |                                                            |
|               | Cerconychia                                                |
|               |                                                            |
|               | Styloperla                                                 |
|               |                                                            |

|  | Cerconychia |
|  |             |
|  | Styloperla  |
|  |             |